# Schatai
Schatai (russisch und jakutisch Жатай) ist eine Siedlung städtischen Typs in der Republik Sacha (Jakutien) in Russland mit 9504 Einwohnern (Stand 14. Oktober 2010).

## Geographie
Die Siedlung liegt im zentralen Teil der Republik, am linken Ufer der Lena etwa 15 Kilometer nördlich (flussabwärts) der Republikhauptstadt Jakutsk. Wegen seiner Lage in der flachen Flussaue der Lena, die erst gut sechs Kilometer westlich durch das steil auf über 200 m Höhe ansteigende Lenaplateau begrenzt wird, ist der Ort stark hochwassergefährdet. In jedem Frühjahr werden Teile der Siedlung überschwemmt.
Schatai bildet einen selbständigen Stadtkreis (gorodskoi okrug).
Das Klima ist extrem kontinental. Bei einer Jahresmitteltemperatur von −10,2 °C beträgt die mittlere Temperatur im kältesten Monat Januar −42,7 °C, im wärmsten Monat Juli +18,7 °C. Die Differenz zwischen der tiefsten (−64,4 °C) und höchsten (+38,3 °C) je gemessenen Temperatur übersteigt 100 °C.

## Geschichte
Im April 1929 wurde an Stelle der heutigen Siedlung mit der Errichtung eines Sowchos für Getreideanbau sowie Fleisch- und Milchviehhaltung begonnen. Zunächst gehörte die Ortschaft zum Rajon Jakutsk.
Ab 1936 entstand ein großes Tanklager. 1939 beschlossen der Rat der Volkskommissare der Jakutischen ASSR und die Hauptverwaltung Nördlicher Seeweg (Glawsewmorput), an einem Altarm der Lena bei Schatai (Schataiski saton) einen Hafen für die Überwinterung der Schiffe der Nordflotte zu errichten. Der Beschluss wurde in den folgenden Jahren umgesetzt; ebenso entstanden andere Lager- und Bauwirtschaftseinrichtungen. Am 28. April 1948 erhielt Schatai des Status einer Siedlung städtischen Typs, die direkt der Verwaltung der nahen Stadt Jakutsk unterstellt wurde.
Im Rahmen der Verwaltungsreform in Russland wurde Schatai mit Gesetz vom 30. November 2004 in einen selbständigen Stadtkreis ausgegliedert.

### Bevölkerungsentwicklung
| Jahr | Einwohner |
| ---- | --------- |
| 1959 | 4456      |
| 1970 | 5524      |
| 1979 | 7073      |
| 1989 | 8152      |
| 2002 | 8405      |
| 2010 | 9504      |

Anmerkung: Volkszählungsdaten

## Wirtschaft und Infrastruktur
Ortsbildende Unternehmen sind das Tanklager Jakutsk (Jakutskaja neftebasa) und eine Schiffsreparaturwerft für die Lenaflotte.
Westlich der Siedlung führt die Regionalstraße R503 vorbei, die von Jakutsk dem linken Lenaufer abwärts bis in das Rajonverwaltungszentrum Namzy folgt.